# Kenji Hada
Kenji Hada (japanisch 秦 賢二 Hada Kenji; * 27. Juni 1981 in der Präfektur Hiroshima) ist ein ehemaliger japanischer Fußballspieler.

## Karriere
Hada erlernte das Fußballspielen in der Schulmannschaft der Hiroshima Minami High School. Seinen ersten Vertrag unterschrieb er 2000 bei den Nagoya Grampus Eight. Der Verein spielte in der höchsten Liga des Landes, der J1 League. 2002 wechselte er zum Zweitligisten Mito HollyHock. Für den Verein absolvierte er 141 Ligaspiele. 2007 wechselte er zum Drittligisten FC Ryūkyū. Für den Verein absolvierte er 119 Ligaspiele. 2011 wechselte er zum Ligakonkurrenten MIO Biwako Shiga. Für den Verein absolvierte er 30 Ligaspiele. Danach spielte er bei den Okinawa Kaiho Bank SC. Ende 2013 beendete er seine Karriere als Fußballspieler.